# 다아리타이 옷치킨
다아리타이 옷치킨(ᠳᠠᠷᠢᠳᠠᠢ ᠥᠴᠢᠭᠡᠨ, 키릴 문자:Даридай отчигин, ? ~ 1202년)은 중세 몽골의 카묵 몽골의 보르지긴의 소 부족장 중 한 사람으로, 키야트-보르지긴 씨족 출신이며 몽골 대칸 칭기즈 칸의 숙부가 된다. 중국식 한자 문헌에는 타아리타이 옷치긴(答阿里台 斡赤斤), 타리타이 옷치긴(答里台斡 惕赤斤), 타리타이(答里台), 타리아타이(答里阿台),  타리친(答里真) 등으로 등장한다. 옷치긴은 화로의 수호자라는 뜻으로, 막내 아들에게 붙여졌다. 몽골비사에 의하면 예수게이는 메르키트부로 시집가던 옹기라트부 호엘룬을 습격, 납치할 때, 형제들의 도움을 받았다 하며 그도 그 중 한 사람이었다.
셋째 형 예수게이가 독살당하자 그는 둘째 형 네군 타이시, 타이치우드 씨족의 타르구타이 쿠릴투구에게 붙었다가, 뒤에 조카 테무진의 편에 합류했다. 1189년 몽골의 제 부족장이 테무진을 카묵 몽골의 칸으로 추대할 때 참여하였다. 한때 벨구테이 등과 함께 타타르족 포로 학살 계획을 누설한 혐의로 쿠릴타이 참석 자격을 박탈당했다. 이후 약탈을 금지하는 칭기즈 칸의 지시를 어기고 약탈했다가 처벌, 자무카의 편에 서서 칭기즈 칸에 대항했다가 1202년 패하고 항복했다. 칭기즈 칸은 거듭된 배신에 불만, 타아리타이를 눈에 띄지 않는 먼 곳으로 보내버리려 했으나, 보오르추, 무칼리, 쿠투쿠 등이 간곡히 간언하자, 결국 칭기즈 칸은 그를 용서하였다. 그러나 라시드 웃딘에 의하면 그는 사형당했다 한다.

## 생애

### 초기 활동
다리아타이 또는 다아리타이는 몽골 보르지긴 씨족 키야트가문의 한사람으로, 바르탄 바하투르와 바르구트 부족 출신인 그의 아내 수니굴 푸진 사이에서 태어났다. 카마그 몽골의 카안 카불 칸의 손자이며, 암바가이 카안의 종손이었다. 형으로 뭉케두 키얀, 네쿤 타이지, 예수게이 바하투르가 있었다. 예수게이는 후일 몽골의 대칸이 되는 칭기즈칸의 아버지였다. 암바가이 카안의 다음 칸 쿠툴라 칸은 그의 아버지 바르탄의 동생이었다.
원사, 신원사, 원사연의 등 한자식 문헌에는 타리타이(答里台), 타아리타이 옷치긴(答阿里台 斡赤斤), 타리타이 옷치긴(答里台斡 惕赤斤), 타리타이(答里台), 타리아타이(答里阿台), 타리친(答里真) 등으로 등장한다. 원사 107권에는 답리진(答里真)으로 나타난다. 라시드 웃딘의 페르시아어 사서 집사에는 다리타이 웃치긴(داریتی اوتچگین)으로 나타난다. 다리타이, 다아리타이는 중세 몽골어로 받치는 사람, 받쳐주는 사람, 보호하는 사람이란 뜻이다. 또다른 몽골어로 다아리는 상처, 고름, 종기라는 뜻이 있어, 상처가 있는 자, 종기가 있는 자라는 뜻도 된다. 별칭인 옷치긴은 화로의 수호자라는 뜻으로, 막내 아들에게 붙여지는 애칭이었다.
1161년 숙부 쿠툴라 칸이 금나라의 공격을 받고 카묵 몽골이 와해되었다. 이후 몽골부에서는 유력 부족, 씨족들 간의 갈등이 심해져서 카묵 몽골의 칸을 선출할 수 없는 상황이었다. 그는 자신의 형 예수게이 바하투르의 측근으로 보좌했다.
몽골비사에 따르면, 예수게이는 다른 친형제들의 도움으로 메르키트 부족의 에케 칠레두로부터 자신의 미래의 아내인 호엘룬을 탈취했다 한다. 몽골비사에 의하면 칠레두를 피신시킨 호엘룬에게 네가 소리쳐도 돌아보지 않고, 네가 찾아도 만나지 못할 것이라 했다 한다. 네가 안고 있는 사람은 높은 산마루를 넘어갔고 네가 우는 사람은 큰 강을 건넜구나 네가 부르짖어도 돌아보지 않을 것이며 네가 찾더라도 길을 찾지 못할 것이다'

### 테무진 일가와의 결별 및 재귀부
1171년 예수게이가 타타르족이 준 독이 든 음식, 술을 먹고 돌아와 사망한 뒤, 다리타이와 둘째 형 네군 타이시], 그리고 일부 친척들은 예수게이의 미망인 호엘룬과 그 자녀 테무진, 주치 카사르, 하치운, 테무게 옷치킨, 테물룬, 소치겔과 그 자녀 벡테르, 벨구테이 등을 버리고 떠났다. 이때 다리타이 옷치킨 역시 타르구타이 쿠릴투구에게 붙었다. 이후 테무진의 가족은 오랫동안 가난하게 살았다. 그러나 시간이 지나면서 테무진의 명성이 높아지자, 보르지긴의 여러 부족의 사람들이 테무진에게 모이기 시작했고, 다리타이도 다시 조카인 테무진의 세력에 가담하였다. 1180년 무렵 그의 둘째 형 네군 타이시는 사망했고, 그는 조카 쿠차르, 사촌 알탄, 그외에 니룬 출신 귀족들과 함께 테무진에게 다시 귀순하였다. 쿠차르는 네군 타이시의 아들이다.
1189년 열린 쿠릴타이에서 쿠툴라 칸의 아들이자 마지막 전몽골 칸의 후계자인 알탄, 형 네쿤 타이시의 아들 쿠차르, 그밖에 주르킨 부족의 노얀인 사차 베키와 타이추 등과 함께 테무진을 칸으로 추대했고, 그는 칭기즈 칸이라는 칭호를 받았다.
1189년 테무진이 쿠릴타이에서 카묵 몽골의 칸으로 추대되었을 때 다리타이는 그의 주요 동맹자 중 하나가 되었다. 그는 칭기즈칸의 30날개 중 9번째 날개를 맡게 되었다. 소속 부락은 순수 몽골족인 니르군 사람들이었다. 집사와 성무친정록에 따르면 9익은 다아리타이, 네쿤 타이시의 아들로 그의 조카 쿠차르가 같이 맡아봤다. 그는 1201년 자무카에 대한 정찰 작전 등 여러 전쟁에 참여했다.
1201년, 타타르족, 타이치우트족, 메르키트족과 몇몇 다른 부족들로 구성된 몽골 세력 일부가 칭기즈 칸에 맞서 그의 숙적인 자무카를 중심으로 연합하였다. 소집된 쿠릴타이에서 자무카는 구르칸(우주의 지배자)으로 선포되었고, 몽골 부족들에게 전쟁을 선포했다. 칭기즈 칸과 자무카의 군대는 케룰렌 강 남쪽의 코이텐 지역에서 마주쳤으며, 몽골비사에 따르면, 칭기즈 칸은 정찰을 위해 다리타이를 포함한 몇몇 장수들을 파견했다 한다.

### 생애 후반
그러나 1202년 타타르 정벌 때, 그는 알탄, 쿠차르 등과 함께 타타르족이 버리고 간 군수물자를 약탈하였는데, 칭기즈 칸이 보낸 제베, 쿠빌라이가 세 사람을 따라잡아 이들이 차지한 것을 압수했다. 칭기즈 칸은 그들이 차지한은 전리품을 빼앗아 전군에 나누어주었다. 또한 다리타이는 약탈을 금지한 칭기즈 칸의 명령을 어겨 쿠릴타이 참석 금지라는 징계를 받았다. 또한 타타르족을 몰살하려 했을 때 정보를 누설한 혐의도 징계의 이유였다.
그는 알탄, 쿠차르 등과 함께 불만을 품고 보복을 계획한다. 이들은 자무카, 토그릴 옹 칸 등과 손을 잡고 칭기즈 칸을 공격했으나 실패한다. 바로 하라할지트-엘레트 지역에서 칭기즈 칸을 공격했으나, 전투는 무승부로 끝났다.  자무카, 다리타이, 알탄, 쿠차르는 다시 토그릴 옹 칸을 공격하려는 음모를 꾸몄으나, 음모가 발각되어 선제 공격을 당하고 도망쳤다. 1201년 알탄, 쿠차르 등과 함께 나이만으로 들어갔으며, 나이만이 멸망하자 알탄, 쿠차르는 죽고 다리타이는 칭기즈 칸에게 항복했다. 칭기즈 칸은 그의 반복된 배신에 매우 불쾌해했다.
칭기즈 칸은 타아리타이를 몰래 죽이도록 명하였다. 그러나, 보오르추, 무칼리, 쿠투쿠 등이 간곡히 간언하였다. "핏줄끼리 서로 해치면 마치 불이 스스로 타서 꺼지는 것과 같습니다. 에치게(額赤格, 어르신이라는 뜻. 예수게이를 칭함.)의 형제 중에는 오직 타아리타이만 남아 있으니, 어찌 감히 끊어낼 수 있겠습니까. 부디 액치크그를 생각해서 특별히 그를 불쌍히 여겨 주십시오"라고 간했다. 칭기즈 칸은 보오르추, 무칼리, 쿠투쿠 세 사람의 말을 듣고 그를 용서하였다 한다. 다른 설에는 호엘룬이 사람을 보내 칭기즈 칸이 그를 몰래 죽이려는 것을 알아채고 말렸다 한다.
몽골비사, 신원사 125권에 의하면 칭기즈 칸은 타아리타이를 용서했다 한다. 그러나 이란의 라시드 웃딘의 페르시아 사서 집사에 의하면 다리타이는 칭기즈 칸에게 처형당했다 한다. 원사, 원사연의 등에는 그의 사망일자, 사망과정이 나타나지 않는다.

### 사후
다리타이가 이끄는 부족은 대부분 학살당했고, 그의 아들 중 타이나르 예예와 200명의 가신들은 겨우 살아남아 칭기즈 칸에 의해 하치운의 아들 엘지기다이 노얀에게 노예로 하사되었다. 오고타이 카안 시대에 일부 용서받아 다리타이의 후손들 중에는 녕해(寧海), 등주(登州), 채주(菜州)를 영지로 분봉받았고, 1272년 8월 손자 코코추 혹은 콰양추는 영해왕(寧海王)에, 증손 바투르는 1315년 우해왕(于海王)에 봉해졌다. 그의 손자 코코추 혹은 콰양추의 영해왕직은 코코추 혹은 콰양추의 손자 이스마일, 이스마일의 동생 바하투르, 바하투르의 동생 아카이에게 이어졌다.
1272년 8월 다아리타이의 손자 코코추 또는 콰양추는 쿠빌라이 카안에게 녕해(寧海), 등주(登州), 채주(菜州) 이 세 지역을 하나의 지역으로 삼게 해 달라고 요청하였다. 또한 제왕들과 대등한 대우를 받고자 하였고, 세금은 녕해 지역에서만 징수하고 익도(益都)에는 받아내지 않겠다고 하였다. 이 요청은 받아들여졌다. 코코추 또는 콰양추는 영해왕에 봉작되었다.
코코추 혹은 콰양추의 아들 야리간은 작위가 전하지 않고, 야리간의 아들 하로간의 아들 마이누는 선정왕(宣靖王)작을 받았다.
다아리타이의 또 다른 후손 부르칸은 훌레구를 따라 이란 원정에 나섰는데, 다른 몽골 왕족들과 동등한 대우를 감히 청하지 못했다. 그러나 훌레구는 왕자들이 나이가 어리다고 하며 부르한에게 그들과 함께 앉는 것을 허락하였다. 부르칸의 아들은 쿠루크이다. 다아리타이의 또다른 후손은 부라르크 치얀티크인데, 그는 일 칸국 아르군의 측근으로 활동했다.

## 관련 항목
- 칭기즈칸
- 호엘룬

## 참고 자료
- 몽골비사